# Константиново (Глубокский район)

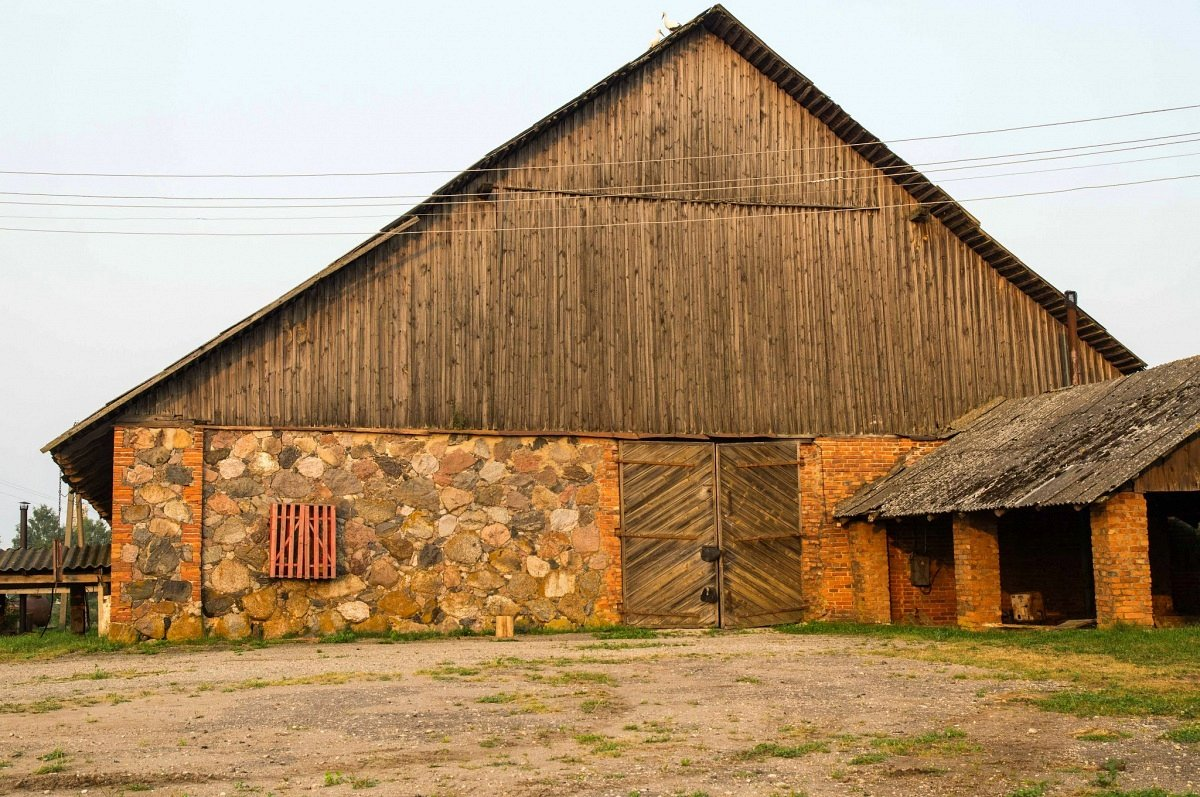
Амбар усадьбы

Константиново (бел. Канстанцінава) — деревня в Глубокском районе Витебской области Беларуси, в Коробовском сельсовете. Население — 86 человек (2019).

## География
Деревня находится в 12 км к западу от райцентра, города Глубокое. Через Константиново проходит дорога, соединяющая Глубокое и Поставы, а также ж/д ветка Крулевщина — Глубокое — Поставы, в деревне есть ж/д станция Константинов Двор. Через Константиново протекает река Маргва, бассейн Дисны.

## История
История поселения восходит к XVII веку. В 1830 годах в Константинове была выстроена дворянская усадьба рода Окушко. В деревне существовал старинный деревянный католический храм 1762 года постройки. Он был разобран в 1962 году под предлогом нехватки материалов для строительства дома культуры в Дуниловичах. После распада СССР в 1993—1995 годах был построен новый каменный костёл св. Иосафата Кунцевича. Первый ярус стоящей рядом с храмом колокольни сохранился от колокольни старого храма.

## Достопримечательности
- Костёл Святого Иосафата Кунцевича построен в 1993—1995 годах, освящён 21 ноября 1995 года кардиналом Казимиром Свёнтеком. Отдельно стоящая колокольня (первый ярус сохранился от старой колокольни XIX века).
- Усадьба Окушко (1830-е годы). От усадьбы частично сохранился усадебный дом, а также флигель, амбар и конюшня. Усадебный дом пребывает в заброшенном состоянии.

### Утраченное
- Костёл Пресвятой Троицы (1768), разрушено 2 июля 1962 года.